# Ulf Selmer
Ulf Selmer, född 10 december 1885 i Kristiania (nuvarande Oslo), död 1961, var en norsk skådespelare.

## Filmografi (urval)
- 1926 – Vägarnas kung
- 1927 – Fjeldeventyret
- 1927 – Sju dagar för Elisabeth
- 1932 – Lalla vinner!
- 1933 – Vi som går kjøkkenveien
- 1941 – Den kärleken, den kärleken!
- 1942 – Det æ'kke te å tru
- 1946 – To liv
- 1947 – Sankt Hans fest
- 1952 – Trine!
- 1953 – Flukt fra paradiset
- 1954 – Portrettet
- 1954 – Kasserer Jensen

## Fotnoter
1. 1 2  läs online, sceneweb.no .[källa från Wikidata]
2. ↑  Begravde i Oslo, Gravferdsetaten, Oslo kommun, läs online, läst: 1 november 2017.[källa från Wikidata]